# Osman Pazvantoğlu
Osman Pazvantoğlu ou Pazvan-Oglu, originaire de Bosnie, né en 1758 et décédé le 27 janvier 1807 à Vidin en Bulgarie, fut un militaire et gouverneur au service de l'Empire ottoman.
Il fut mercenaire au service de Nikólaos Mavrogénis, prince de Valachie, lors de la Guerre russo-turque de 1787-1792, mais il perdit la faveur du hospodar. Il fut alors protégé par Rigas, le gouverneur de Craiova. Les deux hommes devinrent amis et Osman Pazvantoğlu essaya de sauver la vie du poète en 1797.
Il s'empara du sandjak (district) de Vidin sur le Danube, forteresse du pachalik de Roumélie, d'où il mena une rébellion contre le sultan. Ayant rassemblé une Kirdjalis, il se tailla une principauté autour de Vidin depuis laquelle il lança plusieurs attaques contre les gouverneurs voisins. En 1793, il tenta de s'emparer du sandjak de Smederevo (dont Belgrade était la forteresse principale) mais se heurta à la résistance des Serbes. Après l'échec d'une attaque ottomane contre lui en 1798, le sultan finit par entériner le fait accompli et le nomma pacha. Il frappa sa propre monnaie et établit des relations avec des État étrangers comme la République française. 
Il continua cependant à avoir des relations conflictuelles avec ses voisins ; ses actions en Valachie provoquèrent ainsi la démission du hospodar Alexandre Moruzi en 1801 et la destitution de Mihail Ier Șuțu en 1802.
Lors de la guerre russo-turque de 1806-1812, l'armée d'Osman Pacha ne peut empêcher la jonction entre les forces russes du général Nikolaï Kamenski et les forces serbes en révolte contre l'Empire ottoman le 17 juin 1807 près de Vidin. Durant la triple contre-offensive menée par les forces turques à l'été 1807, l'armée d'Osman Pazvantoglu, forte de 40 000 hommes, est chargée de réoccuper la Serbie. Cependant le 24 août 1807 est signé l'armistice de Slobozia qui interrompt le conflit jusqu'en mars 1808. C'est à ce moment que disparaît Osman Pacha dont la date de décès, survenue en 1807, est incertaine.
La bibliothèque du waqf qu'il avait fait construire à Vidin contenait une collection rare des premiers livres imprimés en turc ottoman par İbrahim Müteferrika.

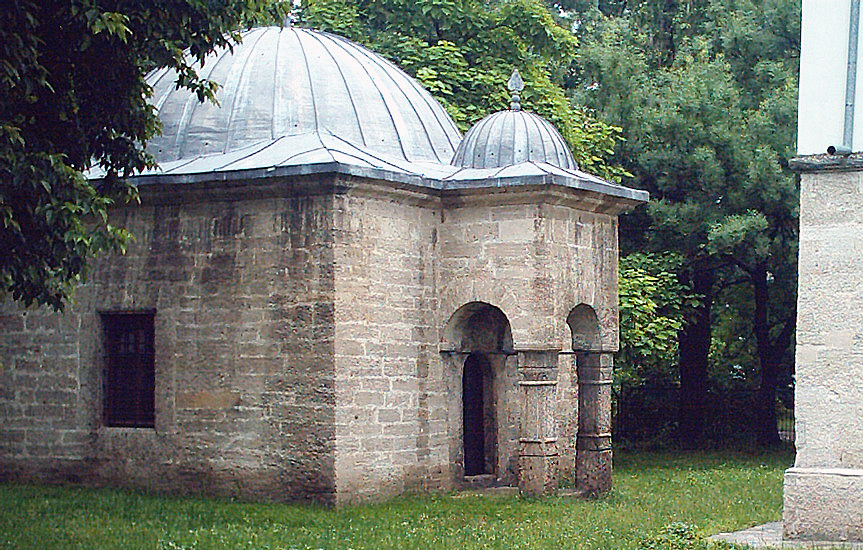
Bibliothèque Osman Pazvantoğlu à Vidin